# 風雲ライオン丸
『風雲ライオン丸』（ふううんライオンまる）は、1973年4月14日から同年9月29日までフジテレビ系列で、毎週土曜日19：00 - 19：30に全25話が放送された、ピー・プロダクション制作の特撮テレビ番組。『快傑ライオン丸』の後番組。

## 概要
前作『快傑ライオン丸』の好評を受けて制作された作品。主人公の弾 獅子丸役は前作で主人公を演じた潮哲也がキャスティングされたが、本作品の場合は同じ名前の別人となっている。
ヒーロー物ではあるが「時代劇」というスタイルを守っていた前作と違い、メカニック性や独自性が各所に盛り込まれた。獅子丸はロケットで変身し、ポンチョ風の服を身に纏い、志乃と三吉は幌馬車で旅をするなど、前作のゴースン八人衆編でも採用されていた西部劇を強く意識した作りとなっているが、時代考証を完全に無視した設定はキャストやスタッフの間で違和感を覚えさせることとなり、主演の潮哲也は本作品を後年観返した上で「違和感をおびただしく感じますよね」と述べている。この「時代考証を完全に無視した」設定は本作品の特色として、ローク車や連発銃などと言った近代・現代的武器が登場する。
ライオン丸のデザインは兜を被った物だが、タテガミが兜によって隠れてしまったため、兜は第11話で割られ、以後はタテガミを見せるようになった。この変更は「兜を被った姿がメスのライオンのように見えたため」とされ、当時のフジテレビ編成局長武田信敬はライオン丸のタテガミを前作の成功の要因の一つとして挙げ、「兜でタテガミを隠すのは良くない」と武田から意見が出たため、タテガミを見せることになった。
脚本は前作でデビューした、まつしまとしあきが中心となったほか、刑事ドラマなどで後年、異色作を残す高際和雄が最多本数を執筆した。ストーリー展開はハードな作風となり、「兜なし」などの路線変更後もさらにエスカレートして、ストーリーは戦乱に翻弄される人間のエゴや弱さを随所に盛り込んでいる。最終回は獅子丸はマントルゴッドに勝利したが戦乱を止められない自分の無力さを知り、厳しい表情で去って行く。他にも従来の特撮ヒーロー作品とは違う重い話が作られたが、年少の視聴者の人気は得られず、タイガージョーJr.をライオン丸のライバルとして、第11話より登場させ、コメディリリーフとして、七色虹之助を第17話より登場させたが、全25話をもって終了した。

## ストーリー
時は戦国時代。西日本の地下に潜むマントル一族は日本征服を企み、怪人や地虫忍者を使って次々と町や村を滅ぼしていた。若き忍者・弾獅子丸の兄・影之進もマントルの怪人の手にかかり瀕死の重傷を負う。彼は獅子丸にマントル帝国の野望を教え、その野望を阻止することを願い、息絶えた。 たった一人の兄を殺された獅子丸は打倒マントルを決意する。父から学んだ秘術・弾丸（ロケット）変身を用いてライオン丸に変身し、マントルの怪人と戦う旅に出る。
戦いを続ける獅子丸の前に、生き別れの父を探す志乃と三吉の姉弟が現れる。三人は時に道連れとなり、時には別れ、過酷な旅を続ける。そしてついに獅子丸はマントルの本拠地にたどりつく。そこで彼を待っていたのは強大なマントル一族の支配者・マントルゴッドだった。

## キャラクター
弾 獅子丸（）/ 風雲ライオン丸
相模出身。21歳。兄の影之進をマントル一族に殺されたため、復讐を誓って旅に出た。変身時は羽織っているポンチョ風のマントを脱ぎ捨てた後に「ロケット、ライオン丸！」と叫び、背中のロケットを点火させて宙高く舞い上がり、風雲ライオン丸に変身する。第3話までは変身時にナレーションによる解説が入っていた。ロケットの内部は第7話の終盤で噴射燃料の装填場面があり、その時に明らかとなっている。
性格は使命感を常に抱いている印象がある。その半面、冷静になりきれずに悩むことが多い。
ライオン丸に変身するとライオン飛行斬りと必殺技の刀を一振りするライオン風返しで怪人を爆破させて倒す。また、手裏剣を武器にするほか、剣術だけでなくライオンパンチやロケットキックなどの格闘技も得ており、素手で相手に立ち向かうことがある。第11話でザグロに兜を割られ、第13話から第19話までは兜を外して戦うようになる。
- 前作『快傑ライオン丸』の獅子丸とは別人という設定だが、演じた潮哲也は「外見の変化のみで人物像は変えなかった」と述べている。変身ポーズは潮が自ら考案したものである。

志乃
行方不明の父・勘介を探し、弟の三吉と共に幌馬車ビックリ号で旅をする。16歳。楽器を奏でて数え歌を常に歌い、敵に出くわすとビックリ号を走らせて逃げる。弟思いで芯が強い。第3話ではビックリ号を走らせて、モチナシ草を運んだ。双子の姉妹に志津がおり、マントル要塞で暮らしている。
志津からは春の短刀、勘介からは夏の櫛、京都の教会で秋の十字架、勘介の相弟子の小吉からは冬の太刀を手に入れる。これらが揃うと地図になり、マントル怪人の生産拠点とマントルゴッドの本拠地が示される。
三吉
志乃の弟。7歳。力はないが知恵があり、発明狂である。第4話ではシトシト爆弾を作った。ビックリ号も彼が作った物である。好奇心が旺盛で、珍しい物を天眼鏡で覗く癖がある。温厚だが一途な余り、無茶をする。獅子丸を兄のように慕い、カタツムリが苦手。
黒影 豹馬 / ブラックジャガー
第2話より登場。秘法（ひっぽう）豹変で、ブラックジャガーに変身する剣士で強い者と戦うことを生き甲斐としている。獅子丸に挑戦しようとするが相手にされない。根はいいが金銭に対する執着心が強い。自信家で血の気が多く、後先を考えずに動く。第10話でマントル一族の卑劣さを知り、金銭関係を抜きにして、獅子丸たちに協力する様になる。第11話でザグロに単独で挑むが返り討ちにされ、命を落とす。
ブラックジャガーに変身した時は必殺技「ジャガーつばめ落とし」を使う。
虎 錠之進（虎 錠之助、虎 錠之介）/ タイガージョーJr.
第11話より登場する剣士。獅子丸に何かと関わり助言をする。「タイガージュニア」の叫び声でタイガージョーJr.に変身して、ライオン丸と共に戦う。変身ポーズはタイガージョーと同一で後半より胴の文字を「虎」の字を基にした物に変更した。命よりも誇りを重視する。劇中の呼び名は変身時の掛け声以外は一貫して「タイガージョー」である。
タイガージョーJr.に変身した時は刀と銃を使う。
佐八
第7話に登場。かつては勘介の付き人だった男で、志乃と三吉の幼いころを良く知っていた。美濃国のある小村の砦を守る一団の長として暮らしていた。
白雲斎
第13話に登場。伊賀の里の住人で勘介とは旧知の間柄。連発銃を作った息子　小太郎(演：新井やすひろ)と天下を取ることを夢見ていたがマントル一族が連発銃を強奪する際に犠牲となり、命を落とした。
一太郎
第14話に登場。マントル一族のキツネバの毒虫に地虫にされた村人の子供で彼を切った獅子丸を仇と付け狙う。錠之助、志乃、三吉の説得で和解するもマントル一族に囚われ、ライオン丸を助けようとして命を落とす。その死はライオン丸を激しい怒りに駆り立てた。
七色 虹之助
第17話から登場する甲賀忍者。獅子丸たちが西のマントルゴッドの国に行こうとした時に出会う。虹之助はマントル一族への打倒に燃えていたため、獅子丸たちに同行する。「〜でござんす、〜ごんす」が口癖。泳げず、カタツムリが苦手、おっちょこちょいだが、正義感は強く、変装術と忍術を使う。第24話で、マントル一族にわざと捕まり、獅子丸を手がかりで誘導するが勘介に人間大砲の砲弾にされる。照準は志乃たちに向けられていたが虹之助は飛ばされた時に向きを変えて、砲弾は地虫忍者に激突して壮絶な最期を遂げた。
ふくろう隊 頭領
第20話に登場する甲賀忍者。かつての虹之助の仲間で、くのいち。ふくろう隊がゲジムの一団に襲われて、半数が壊滅、彼女も一度は敗走した。その後はべっこう職人の弥助の屋敷で、ゲジムの一団に再び襲われた際に虹之助と再会する。予てより、マントル一族への打倒の鍵となる四季の宝具を探しており、獅子丸に「春･夏･秋･冬」のヒントを伝え、一度は別れた志乃たちと再び合流して、虹之助と共にその護衛をした。
弥助
第20話に登場するべっこう職人。志乃が常に持ち歩いている夏の櫛の作成者である。ゲジム一団の襲撃を受け、瀕死のところで志乃たちと出会い、「秋の十字架」と言い残すも直後に乱入してきた地虫忍者に刺殺され、敢え無い最期を遂げる。
バードレー
第22話に登場する京の南蛮寺の神父。第21話で伊賀忍者 頭領三兄弟の長女 百合香(演：菅原絵三子)が「秋の十字架」を託した相手。「人間のクズ」の様な者たちが集まる吹き溜まりのように成って居た教会に「秋の十字架」をそれとは気付かせぬように安置していたが十字架が金で出来ていた為に教会から離れようとはせず、マントル一族の襲撃の際に地虫忍者の矢に射抜かれ、踏み込んで来た地虫忍者の一団に襲われた挙句、最期は「人は己の欲でしか動けない」と獅子丸に言い残して息絶えた。
小吉
第23話に登場する刀鍛冶。勘介の相弟子で、志乃が探し求めている「冬の太刀」の作成者である。獅子丸が刃こぼれした刀の打ち直しを依頼した相手だが、刀を打ち直している最中に「冬の太刀」を探して、刀狩りをしていた地虫忍者の一団に襲われる。瀕死の中で刀は打ち上げたが、志乃たちと出会い、その腕の中で「冬は春と触れ合う時、雷を呼ぶ」と言い残して息絶えた。「冬の太刀」は獅子丸が預けた刀の代わりに貸与していたことで、アグダー打倒の機会を作った。

### マントル一族
マントルゴッド
マントル一族の長。西国の地底に1000メートルもの巨大な顔だけを広げ、アグダーに怪人や地虫忍者を指揮させる。冷酷な性格で人間の心を拒否する。第25話で不死身の怪人　マントルテロスに自分の眉間（弱点）を守らせるがライオン丸に眉間を刺され、倒された。
アグダー
マントル一族の大幹部。頭部戦線で怪人や地虫忍者の指揮を執るが両足を失っているため、専用飛行メカの六能陣車で移動する。第23話で冬の太刀をライオン丸から奪うが、志乃が春の短刀を投げて雷を発生させために手放してしまう。ライオン丸を六能陣車で苦しめるが倒された。
志津
志乃の双子の姉妹。マントル一族からは地虫の神と崇められている。第18話で獅子丸たちを助けた際にライオン丸に敗れた ズガンクの投げた槍が誤爆する。今際の際に春の短刀を志乃に渡すが、マントルゴッドの怒りに触れ、石仏に姿を変えられた。
勘介
志乃と三吉の父。志乃と三吉は第24話で、父がマントル一族の一味であることを知り、問い掛けたことがきっかけで改心。地下帝国の地図を二人に渡すが地虫忍者と怪人アブの手によって処刑される。獅子丸に自分の髪の毛一房を今際の際に託して息絶えた。
地虫忍者
マントル一族の下級兵士。

## キャスト
- 弾獅子丸 - 潮哲也
- 志乃 - 宮野涼子（第9話・第16話・第22話は除く）
- 三吉 - 新井つねひろ（第9話・第16話・第22話は除く）
- 黒影豹馬 - 早崎正樹（第2話 - 第4話・第6話・第10話・第11話）
- 虎錠之進（虎錠之助、虎錠之介） - 福島資剛（第11話・第13話 - 第16話・第21話・第25話）
- 七色虹之助 - 菅野直行（第17話 - 第20話・第22話・第24話）
- 志津 - 宮野涼子（第17話・第18話）
- バードレー - 大月ウルフ(第22話)

### 声の出演
- 志津の声 - 江川のり子（第17話・第18話）
- アグダーの声 - 大平透（第1話）・依田英助（第2話 - 第23話）
- マントルゴッドの声 - 小林清志
- ナレーター、怪人の声 - 岡部政明

### スーツアクター
- 風雲ライオン丸 - 野見山兼広
- ブラックジャガー - 原博美
- タイガージョーJr.[注釈 10] - 中山剣吾、与川正美
- 快傑ライオン丸 - 鴨志田和夫（第9話）
- アグダー - 三原博
- 怪人 - 原博美、荒木肇
- 地虫忍者/スタント - 湯浅プロダクション

## スタッフ
- 企画・原案：うしおそうじ、別所孝治（フジテレビ）
- 制作：別所孝治、鷺巣富雄、篠原茂
- 掲載：サンケイ新聞（まんが：うしおそうじ、若林不二吾）、小学館学習雑誌、冒険王
- 監督：石黒光一、手銭弘喜、大塚莞爾、松本喜隆
- 脚本：まつしまとしあき、しのだとみお[注釈 11]、山崎晴哉、高際和雄
- 操演：日高秀行、中島徹郎
- 馬術：高橋正男（現：高橋勝大）
- キャラクター製作：高山良策、ゼン工芸、アルファ企画
- 衣裳：おかもと美粧プロ
- 合成作画：渡辺善夫、鷲巣富雄
- 音楽：筒井広志
- 選曲：KUグループ
- 効果：イシダサウンド
- 録音：アオイスタジオ

## 主題歌
- 主題歌：「行け友よ ライオン丸よ」（作詞：中村しのぶ、作曲・編曲：筒井広志 、歌：浜ジョージ、コーラス：ブルーエンジェルス）
- エンディングテーマ：「行くぞ！ライオン丸」（作詞：中村しのぶ、作曲・編曲：和田昭治、歌：和田昭治とヤングエコーズ）
- 挿入歌「さすらいの誓い」（作詞：中山千夏、作曲：はしだのりひこ、編曲：青木望、歌：ブルーエンジェルス）

「志乃の数え唄」（作詞：中山千夏、作曲：はしだのりひこ、編曲：青木望、歌：宮野涼子）

## 放映リスト
参照宇宙船SPECIAL 1998, p. 209。
| 話数 | 放送日         | サブタイトル                       | 登場怪人               | 脚本             | 監督     |
| ---- | -------------- | ---------------------------------- | ---------------------- | ---------------- | -------- |
| 1    | 1973年 4月14日 | 飛び出せ弾丸（ロケット）変身！     | ネズマ（声：岡部政明） | まつしまとしあき | 石黒光一 |
| 2    | 4月21日        | 荒野を走る黒豹（ブラックジャガー） | バラチ                 | しのだとみお     | 石黒光一 |
| 3    | 4月28日        | 火を吹く亀甲車                     | ドカゲ                 | まつしまとしあき | 石黒光一 |
| 4    | 5月5日         | シトシト爆弾を守れ！               | シャゴン               | しのだとみお     | 手銭弘喜 |
| 5    | 5月12日        | 燃える水を奴らに渡すな             | ガー                   | まつしまとしあき | 手銭弘喜 |
| 6    | 5月19日        | 黒豹よ 三吉を助けろ！              | ケカビー（声：増岡弘） | 山崎晴哉         | 大塚莞爾 |
| 7    | 5月26日        | 最後の砦                           | マジン（声：増岡弘）   | 高際和雄         | 大塚莞爾 |
| 8    | 6月2日         | 謎の新兵器 ローク車                | ガズラー 三色仮面      | 山崎晴哉         | 石黒光一 |
| 9    | 6月9日         | 蛇ケ谷にライオン丸を見た           | ガムジン（声：増岡弘） | 山崎晴哉         | 大塚莞爾 |
| 10   | 6月16日        | うなる大砲 怪人ズク                | ズク                   | 山崎晴哉         | 石黒光一 |
| 11   | 6月23日        | 生きていたタイガージョー！         | ザグロ                 | しのだとみお     | 石黒光一 |
| 12   | 6月30日        | 地獄谷に恨みをはらせ！             | ガン（声：増岡弘）     | 山崎晴哉         | 大塚莞爾 |
| 13   | 7月7日         | たてがみかがやくライオン丸         | ペルソナ               | 高際和雄         | 石黒光一 |
| 14   | 7月14日        | 父のかたきライオン丸！             | キツネバ               | 高際和雄         | 大塚莞爾 |
| 15   | 7月21日        | 脱獄囚を追跡しろ！                 | ゾリラ                 | まつしまとしあき | 大塚莞爾 |
| 16   | 7月28日        | 忍者（しのび）の掟に明日はない!!   | ヤゴ                   | 高際和雄         | 大塚莞爾 |
| 17   | 8月4日         | 西から来た男                       | ヤリコウモリ           | まつしまとしあき | 石黒光一 |
| 18   | 8月11日        | マントルゴッド 悪魔の要塞          | ズカング               | まつしまとしあき | 石黒光一 |
| 19   | 8月18日        | よみがえれ弾丸（ロケット）変身!!   | オニグモ               | 高際和雄         | 大塚莞爾 |
| 20   | 8月25日        | 敗れたり! ライオン丸               | ゲジム                 | 山崎晴哉         | 石黒光一 |
| 21   | 9月1日         | 危うし! 伊賀の三兄弟               | ザソリ                 | 山崎晴哉         | 石黒光一 |
| 22   | 9月8日         | 南蛮寺の秘密                       | ヒトデロ               | まつしまとしあき | 松本喜隆 |
| 23   | 9月15日        | ライオン丸 アグダーを斬る!!        | トビゲラ               | 高際和雄         | 大塚莞爾 |
| 24   | 9月22日        | 悲運!! 父との再会！                | アブ                   | 高際和雄         | 石黒光一 |
| 25   | 9月29日        | マントル地下帝国最後の日!!         | マントルテロス         | 高際和雄         | 石黒光一 |

- 第9話について會川昇は映画秘宝Vol.5『夕焼けTV番長』（洋泉社・1996年）の37-39頁で、第9話の脚本を手がけたのは高際和雄であると断定し、『ピー・プロ70'sヒーロー列伝』の各話リストではエンディングクレジットに準じて山崎晴哉名で掲載しているものの、シナリオに高際の名前が記されているため高際執筆が正確と思われると記している[16]。
- 第22話の監督は『ピー・プロ70'sヒーロー列伝』では松本守正と記されているが、同書には『ファンコレ』のリストで松本守正は第21話の脚本家として記述されていると記している[16]。
- EDテロップは5話までは『快傑』同様の横書き表記、6話より一般的な時代劇と同様の縦書き表記となっている。

## 放送局
- 放送系列は放送当時のもの。

| 放送対象地域  | 放送局         | 放送系列                                    | 放送時間           | 備考               |
| ------------- | -------------- | ------------------------------------------- | ------------------ | ------------------ |
| 関東広域圏    | フジテレビ     | フジテレビ系列                              | 土曜 19:00 - 19:30 | 制作局             |
| 北海道        | 北海道文化放送 | フジテレビ系列                              | 土曜 19:00 - 19:30 |                    |
| 青森県        | 青森放送       | 日本テレビ系列                              | 木曜 17:55 - 18:25 | [ 17 ]             |
| 宮城県        | 仙台放送       | フジテレビ系列                              | 日曜 11:00 - 11:30 | [ 注釈 14 ] [ 18 ] |
| 秋田県        | 秋田テレビ     | フジテレビ系列                              | 木曜 18:00 - 18:30 | [ 19 ]             |
| 山形県        | 山形テレビ     | フジテレビ系列                              | 土曜 19:00 - 19:30 | [ 20 ]             |
| 新潟県        | 新潟総合テレビ | フジテレビ系列 日本テレビ系列 NETテレビ系列 | 月曜 17:20 - 17:50 | [ 21 ]             |
| 石川県        | 石川テレビ     | フジテレビ系列                              | 土曜 18:00 - 18:30 | [ 注釈 15 ]        |
| 福井県        | 福井テレビ     | フジテレビ系列                              | 土曜 19:00 - 19:30 | [ 23 ]             |
| 長野県        | 長野放送       | フジテレビ系列                              | 土曜 18:00 - 18:30 | [ 注釈 16 ] [ 25 ] |
| 山梨県        | テレビ山梨     | TBS系列                                     | 水曜 18:00 - 18:30 | [ 注釈 17 ]        |
| 静岡県        | テレビ静岡     | フジテレビ系列                              | 日曜 10:30 - 11:00 |                    |
| 中京広域圏    | 東海テレビ     | フジテレビ系列                              | 土曜 19:00 - 19:30 |                    |
| 近畿広域圏    | 関西テレビ     | フジテレビ系列                              | 土曜 19:00 - 19:30 |                    |
| 鳥取県 島根県 | 山陰中央テレビ | フジテレビ系列                              | 火曜 18:00 - 18:30 | [ 27 ]             |
| 岡山県        | テレビ岡山     | フジテレビ系列 NETテレビ系列                | 月曜 18:00 - 18:30 | [ 28 ]             |
| 広島県        | 広島テレビ     | 日本テレビ系列 フジテレビ系列               | 木曜 18:00 - 18:30 | [ 29 ]             |
| 山口県        | 山口放送       | 日本テレビ系列                              | 金曜 18:00 - 18:30 | [ 30 ]             |
| 高知県        | テレビ高知     | TBS系列                                     | 木曜 16:30 - 17:00 | [ 31 ]             |
| 愛媛県        | テレビ愛媛     | フジテレビ系列                              | 水曜 18:00 - 18:30 | [ 30 ]             |
| 福岡県        | テレビ西日本   | フジテレビ系列                              | 土曜 19:00 - 19:30 |                    |
| 佐賀県        | サガテレビ     | フジテレビ系列                              | 土曜 19:00 - 19:30 |                    |
| 熊本県        | テレビ熊本     | フジテレビ系列 日本テレビ系列 NETテレビ系列 | 水曜 18:00 - 18:30 |                    |
| 宮崎県        | テレビ宮崎     | フジテレビ系列 日本テレビ系列 NETテレビ系列 | 水曜 18:00 - 18:30 | [ 注釈 18 ]        |
| 鹿児島県      | 鹿児島テレビ   | フジテレビ系列 日本テレビ系列 NETテレビ系列 | 水曜 18:00 - 18:30 |                    |
| 沖縄県        | 沖縄テレビ     | フジテレビ系列                              | 土曜 19:00 - 19:30 | [ 32 ]             |

## 補足

### 快傑ライオン丸のゲスト出演について
第9話のBパート開始直後に快傑ライオン丸が登場するのは弾 獅子丸が気を失っている間である。このことを受け「快傑ライオン丸は弾 獅子丸の夢の中に出て来たのでは?」という指摘があるが、快傑ライオン丸が登場したという根拠は彼が弾 獅子丸に授けた刀だけである。なお、スーツアクターは『快傑ライオン丸』と同様、鴨志田和夫が担当した。
快傑ライオン丸の登場は脚本には無く、次回予告にも無い。現場で急遽、決定された様である。
当時の雑誌掲載の漫画版『風雲ライオン丸』には快傑と風雲の両ライオン丸が共闘し、会話を交わすストーリーとなっている物があった。

### タイガージョーJr.の本名・素性について
初登場となる第11話のエンディング テロップは「虎錠之進」である。劇中では「俺の兄貴は虎錠之介とか言っていたが、あいにく俺は名前を忘れてしまった」と言っている。第12話は未登場。第13話はテロップ無し。第14・15話は「〜進」。第16話は「〜助」。第21話は「〜介」。第25話では「〜助」となっている。第17 - 20話、第22 - 24話は未登場。弾 獅子丸を始め、劇中の登場人物は「錠之介（錠之助）」と一貫して呼んでいる。
第13話のタイガージョーJr.は次回予告には登場しているが脚本にはない。現場で急遽、決定されたようである。

### ライオン丸の兜とタテガミについて
ライオン丸は第11話で兜を割られ、タテガミを見せるが以後はタテガミを必ずしも見せたままではない。
第13話は第11話と同様、最初は兜を被って登場するがタテガミを途中で見せている。
第12話、第20 - 25話は兜を被ったままでタテガミを最初から見せているのは第14 - 19話のみである。
第12話「地獄谷に恨みをはらせ!」はタイガージョーJr.が登場せず、ライオン丸の兜も元のままである。これは放送順を変更して、既に完成していた「地獄谷に恨みをはらせ!」を後ろにずらした上で後で完成した「生きていたタイガージョー!」を第11話として先に放送した為である。

### タイガージョーJr.のスーツについて
初登場の第11話、前作のタイガージョーの物を修復して使用した。第13、15話も同様である。
スーツは第14話で胸の文字が「悪」から「虎」に変わったものに新調して、以後はこちらが使用された。

### その他
- 映画・テレビドラマの監督として、1980年代より活躍する崔洋一がサード助監督として参加していたが[34]、チーフ助監督と殴り合いの喧嘩をして解雇された[35][36]。
- ロケット変身は前作『快傑』の変身ポーズについて間延びしている為、「変身ポーズの最中に襲われるのでは」というスタッフの意見が出た際に空中に浮上するという変身に変わった[37]。撮影は潮哲也をクレーンで持ち上げる非常に手間のかかる形であったが[37][38]、うしおそうじはロケット変身に対して「最初から反対だった」と述べており[39]、プロデューサーの篠原茂も「子供に媚びすぎたのが『風雲』の失敗だったと思う」と語っている[38]。
- ライオン丸のスーツアクター 野見山兼広はクレーンで吊るされながらの立ち回りの際にクレーンのワイヤーが切れてしまい、足を骨折している。野見山は翌日の撮影より、ギプスを足に嵌めて参加している[40]。
- 野見山と同じ湯浅剣睦会に当時 在籍して、地虫忍者のスタントを担当した声優の千葉繁はスタッフに生き埋めにされるなど、非常識な要求をされて大変だったと述懐している[41]。
- 2017年10月 - 2018年1月時代劇専門チャンネルの『時専S40』枠にて『快傑ライオン丸』に引き続き、金曜深夜に放送した。後続は『変身忍者 嵐』のリピート放送となった。

## 漫画
- 『サンケイ新聞』 放映に併せ原作者のうしおそうじ自身が「若林不二吾」名義で執筆。サンケイ新聞文化面編集部長（当時）の三浦浩は、本作を「劇画の範疇に入れられるものだと思う」としている[42]。
- 『冒険王』1973年4月号 - 10月号 一峰大二
- 『別冊冒険王映画テレビマガジン』1973年5月号 - 10月号 一峰大二
- 小学館の学年別学習雑誌
  - 『小学二年生』1973年6月号 - 9月号 馬場秀夫
  - 『小学三年生』1973年6月号 - 9月号 時里信一
  - 『小学五年生』1973年5月号 - 10月号 蛭田充

## 映像ソフト化
- 1993年12月24日に日活より全25話を収録した7枚組のLD-BOX「風雲ライオン丸 パーフェクト・コレクション」（NDL-1014）が発売された。
- 2000年4月25日に発売：ニューライン・販売：エスモックにより全25話を収録した7枚組のLD-BOX（NLS-1001）が発売された[43]。
- 2005年3月25日にアミューズソフトより全25話を収録した5枚組のDVD-BOX「風雲ライオン丸 プレミアム・コレクターズ・エディション 弾丸之函」（ASBP-2875）が発売された。